# Jeppe Toft
Jeppe Toft var næstformand for Liberal Alliances Ungdom. Han stoppede frivilligt som næstformand i forbindelse med Liberal Alliances Ungdoms Landsmøde i 2013 efter et år på posten.